# Gamla stilen och nya stilen

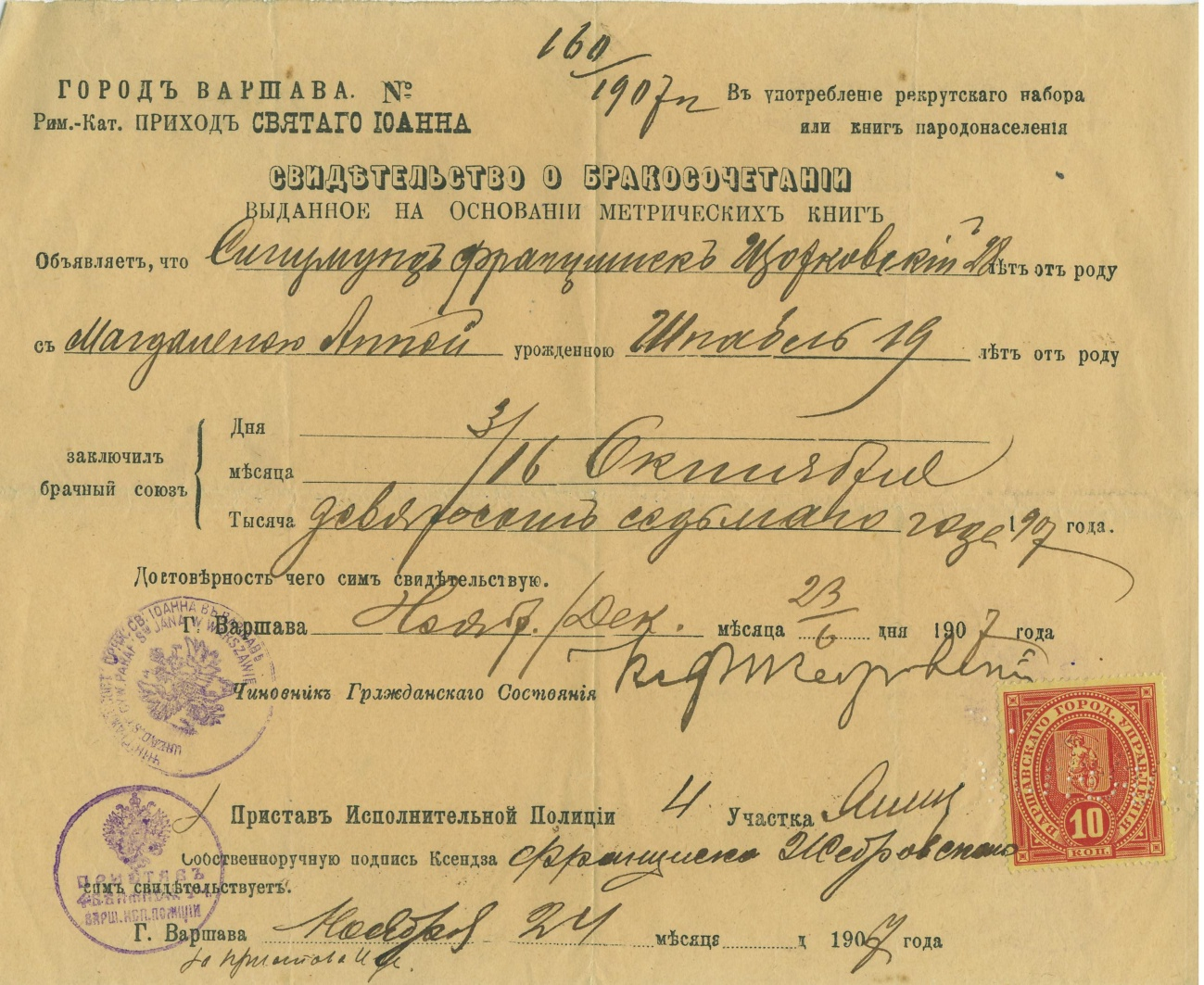
Äktenskapsbevis med båda stilarna skrivet på ryska, Warszawa 1907.

Gamla stilen och nya stilen är etablerade svenska begrepp för att markera om ett datum refererar till den äldre julianska kalendern eller den nyare gregorianska kalendern. Uttrycken skrivs då ofta förkortade som g.s. respektive n.s. i parentes efter datumangivelsen.
Eftersom övergången mellan de två kalendrarna har skett vid olika tidpunkter i olika länder sedan 1582, är det ofta nödvändigt att ange vilken kalender ett historiskt datum refererar till. Ett klassiskt exempel är den ryska oktoberrevolutionen, som startade 25 oktober 1917 enligt julianska kalendern (som då fortfarande gällde i Ryssland), medan datumet i de flesta andra länder då var 7 november 1917.

## Bakgrund
Orsaken till kalenderbytet var att den äldre julianska kalendern – som infördes av Julius Caesar år 46 f.Kr. för att skapa en kalender som stämde med jordens solår, det så kallade tropiska året – faktiskt går aningen långsammare än det tropiska året på grund av att den alltid har en skottdag inskjuten vart fjärde år. Detta var känt redan när kalendern infördes, men ansågs då inte ha någon större betydelse. 1500 år senare innebar dock skillnaden att den julianska kalendern låg mer än en vecka före det faktiska året, vilket bland annat påverkade beräkningarna för när påsken skulle infalla. För att komma till rätta med problemet, beslöt Vatikanen därför att övergå till en ny kalender där man låter bli att lägga in en skottdag tre av fyra sekelskiftesår och alltså enbart lägger in en skottdag sekelskiftesår 1600, 2000 och så vidare (år som är jämnt delbara med fyrahundra). 
Detta innebar att ett genomsnittligt år blev 3/400 (=0.0075) dagar kortare - det vill säga gick ifrån att vara 365,25 dagar (365 dagar och 6 timmar) till 365,2425 dagar (365 dagar, 5 timmar, 49 minuter och tolv sekunder). 
Den nya kalendern uppkallades efter den dåvarande påven, Gregorius XIII. Skillnaden i hanteringen av skottår innebar att den julianska kalendern låg 10 dagar före den gregorianska när denna började införas 1582. År 1700, då julianska kalendern la in en skottdag den sista februari medan den gregorianska kalendern inte gjorde det, ökade skillnaden till 11 dagar, år 1800 ökade den till 12 dagar och år 1900 ökade den till 13 dagar. År 2000 var ett skottår i bägge kalendrarna, så skillnaden på 13 dagar gäller fortfarande, men åren 2100, 2200 och 2300 kommer avståndet att öka med ytterligare en dag vid varje sekelskifte.

## Införandet av den nya stilen
Den gregorianska kalendern infördes i de flesta romersk-katolska länder mellan 1582 och 1590, medan motståndet mot att införa en påvlig kalender i protestantiska och ortodoxa länder gjorde att det där dröjde betydligt längre. År 1700 övergick Danmark (och därmed även Norge, Färöarna och Island) till den gregorianska kalendern, vilket skedde den 1 mars. Samma år bytte Nederländerna, större delen av Schweiz och de protestantiska delarna av Tyskland. Även Sverige påbörjade då ett försök att byta kalender, men gav upp 1712 (se nedan).
1752 bytte Storbritannien och alla dess kolonier (därmed även det blivande USA) kalender enligt Calendar (New Style) Act 1750 och 1753 även Sverige (inkluderande Finland, som då var en del av Sverige).
Mot slutet av 1800-talet började även icke-kristna länder använda den gregorianska kalendern. Japan övergick till den 1873, Egypten 1875, Korea 1896 (landet hade då hamnat under japanskt herravälde) och Kina 1911.
De ortodoxa länderna höll ut till början av 1900-talet: Albanien bytte till gregorianska kalendern 1912 (i samband med frigörelsen från Turkiet), Litauen 1915, Bulgarien 1916, Ryssland 1918 (efter att den ryska revolutionen genomförts) och även Estland 1918, och Grekland först 1925.
I många ortodoxa länder används dock julianska kalendern fortfarande i religiösa sammanhang. Därför firar man till exempel i Ryssland juldagen den 7 januari och påsk ofta senare än i Västeuropa. I Ukraina firades juldagen länge på samma sätt som i Ryssland, men inför julen 2023 flyttades firandet till den 25 december efter ett myndighetsbeslut med syfte att landet ska bryta med ryska traditioner och närma sig västvärlden.

### Sverige och Finland
I Sverige (och Finland, som då var en del av Sverige) infördes den gregorianska kalendern 1 mars 1753. Rent praktiskt gick det till så att den julianska kalendern gällde till och med den 17 februari 1753. Avståndet mellan de två kalendrarna var då 11 dagar, så nästa dag betecknades 1 mars och de elva dagarna med datumen 18–28 februari 1753 har därmed aldrig funnits i Sverige. 
Det hade tidigare gjorts ett försök att införa gregorianska kalendern gradvis i Sverige; detta genom att från år 1700 till och med år 1740 bortse från den julianska kalenderns skottdagar och därmed minska avståndet mellan kalendrarna vart fjärde år. Men efter en bra början år 1700 glömde man på grund av stora nordiska kriget bort att hoppa över skottdagarna åren 1704 och 1708. Projektet innebar dels att Sverige måste ha en helt egen kalender under perioden, kallad svenska kalendern, och missarna 1704 och 1708 medförde att det skulle dröja till 1748 innan den svenska kalendern stämde med den gregorianska kalendern. Allt detta gjorde att Karl XII 1711 beslöt att man i februari 1712 skulle återgå till den gamla kalendern. Det gjordes genom att man satte in en extra skottdag efter den ordinarie det året: fredagen den 30 februari 1712, den så kallade tillökningsdagen.
1753 togs ändå till sist det stora steget över till den nya kalendern. Det gick, som tidigare nämnts, till så att de 11 sista dagarna i februari detta år helt enkelt togs bort.
I det ryska imperiet användes ännu den gamla stilen när Finland 1809 övergick till att bli en del av detta, efter rikssprängningen. Därmed kom datum i vissa sammanhang att anges med både den gamla och nya stilen.

### Ryssland
I Ryssland användes den julianska kalendern ända fram till 1918, året efter ryska revolutionen. Februarirevolutionen och oktoberrevolutionen inträffade enligt den gregorianska kalendern i mars respektive november 1917. Eftersom Ryssland införde gregorianska kalendern mycket senare än övriga västvärlden är notationen speciellt viktig i samband med användning av ryska källor från den tiden. Antingen omvandlas datumen till den nya stilen eller så noteras de som källan, oftast angiven med noteringen (g.s.) tillfogad. Även vid en omvandling kan det vara bra att skriva att det rör sig om omvandling.
I ryska källor anges till exempel datumet för slaget vid Borodino som 26 augusti 1812, men enligt den gregorianska kalendern noteras den dagen som 7 september 1812. Vilket datum man skriver beror på vilken läsekrets man vänder sig till. Om missförstånd kan uppstå bör markering ske. Notering kan då ske som:
- den 26 augusti (g.s.)
- den 7 september (utan "stil"-notering om alla datum i texten avser gregorianska kalendern)
- den 26 aug/7 sept (g.s./n.s.)

## Begreppen
Ofta sägs det att begreppen "gamla stilen" och "nya stilen" skulle vara ett resultat av att gregorianska kalendern är uppkallad efter en påve, och att man i det antikatolska Sverige ville ha en mer neutral beskrivning, men samma uttryck för att särskilja de två kalendrarna åt används faktiskt i de flesta språk och de flesta länder – även traditionellt romersk-katolska. De motsvarande latinska uttrycken är stili veteris (st.v.) och stili novi (st.n.), på franska talar man om ancien style (a.s.) respektive nouveau style (n.s.), på tyska alten Stils (a. St.) och neuen Stils (n. St.) samt på engelska Old Style (O.S.) och New Style (N.S.).